# Wolfsberg (Eilendorf)
Der Wolfsberg, auch Knopp oder Gottessegen genannt, ist die höchste Erhebung im Raum Aachen-Eilendorf. Von dort aus hat man eine bei schönem Wetter einige Kilometer weit reichende – Aussicht über Aachen, bis zum Aachener Stadtwald und der Eifel. Hier wächst auch das äußerst seltene Galmeiveilchen, dieses ziert auch das Ortswappen von Eilendorf. Zum Schutz der Blume bleiben die Wiesen ungemäht.